# Selská vzpoura (August Šenoa)
Selská vzpoura (1877, chorvatsky Seljačka buna) je historický román chorvatského realistického spisovatele Augusta Šenoy. Děj románu se odehrává v období selské vzpoury, která proběhla na území dnešního Chorvatska a Slovinska v roce 1573.

## Česká vydání
- Selská vzpoura, SNKLHU, Praha 1953.
- Selská vzpoura, Odeon (nakladatelství), Praha 1977.